# Allen Paradice Memorial Trophy
Allen Paradice Memorial Trophy je hokejová trofej udělovaná každoročně nejlepšímu rozhodčímu juniorské ligy Western Hockey League, kterého zvolí trenéři a generální manažeři klubů WHL. Trofej je pojmenována po mnohaletém rozhodčím WHL Allenu Paradicem.

## Držitelé Allen Paradice Memorial Trophy
| Sezóna  | Rozhodčí         |
| ------- | ---------------- |
| 2013–14 | Nathan Wieler    |
| 2012–13 | Nathan Wieler    |
| 2011–12 | Pat Smith        |
| 2010–11 | Matt Kirk        |
| 2009–10 | Chris Savage     |
| 2008–09 | Chris Savage     |
| 2007–08 | Andy Theissen    |
| 2006–07 | Andy Theissen    |
| 2005–06 | Kyle Rehman      |
| 2004–05 | Rob Matsuoka     |
| 2003–04 | Rob Matsuoka     |
| 2002–03 | Steve Kozari     |
| 2001–02 | Kevin Acheson    |
| 2000–01 | Kevin Acheson    |
| 1999–00 | Mike Hasenfratz  |
| 1998–99 | Kelly Sutherland |
| 1997–98 | Brad Meier       |
| 1996–97 | Tom Kowal        |
| 1995–96 | Lonnie Cameron   |
| 1994–95 | Tom Kowal        |